# Snöstormen
Snöstormen är en svensk dramafilm från 1944 i regi av Åke Ohberg.

## Handling
Norrland kring år 1900. Forstmästaren Lave beslutar sig för att lämna sin hemtrakt för att inte dra på sig mordmisstankar. På väg till Killingdal, dit han ställt kosan råkar han ut för ett snöoväder. När till slut når fram till en gård får han rum över natten och tas om hand av Elsa.

## Rollista
- Karin Ekelund - Elsa
- Åke Ohberg - forstmästare Lave
- Gunnar Olsson - Kristoffer, ägare till Killingdals såg
- Liane Linden - Hanna
- Torsten Hillberg - poliskommissarie Holm
- Jullan Kindahl - Maria
- Harry Ahlin - disponenten
- Theodor Berthels - källarmästaren på Stadskällaren
- Artur Rolén - man på Stadskällaren
- Helga Brofeldt - Hannas hyresvärdinna
- Hartwig Fock - man på Stadskällaren
- Artur Cederborgh - man på Stadskällaren
- Georg Skarstedt - man på Stadskällaren

## Visningar
Snöstormen hade Sverigepremiär i Malmö den 24 januari 1944. Filmen har aldrig visats i TV.